# Saison 2 de Weeds
Chronologie
Saison 1 de Weeds Saison 3 de Weeds
Cet article présente le guide de la saison 2 du feuilleton télévisé Weeds.

## Épisode 1:Dîner en famille
- Titre original : Corn Snake
- Scénariste(s) : Jenji Kohan
- Réalisateur(s) : Craig Zisk
  -  États-Unis :
  -  France :
- Résumé : Nancy a couché avec Peter et elle découvre qu'il est agent de la DEA. Andy essaye de se faire admettre dans une école de rabbinat. Celia a un accident de voiture à cause d'un croisement où il manque un feu. Elle en fait la requête auprès du Conseil Municipal (donc de Doug), qui refuse sa demande. Nancy lui conseille de se présenter aux élections, et Celia la prend au mot et décide de se présenter pour le poste de Doug. Nancy et Conrad prévoient de faire brûler la pâtisserie pour avoir l'argent de l'assurance et lancer leur nouveau business, mais Nancy dit à Conrad qu'elle a couché avec un agent de la DEA, et Conrad décide de se retirer.

## Épisode 2:Expo: Paradis
- Titre original : Cooking With Jesus
- Scénariste(s) : Jenji Kohan
- Réalisateur(s) : Craig Zisk
  -  États-Unis :
  -  France :
- Résumé : Megan est acceptée à Princeton l'année prochaine, ce qui contrarie Silas qui avait fait des plans sur leur avenir. Conrad essaye de trouver un financement pour faire pousser sa plante. Nancy, part à la recherche d'une nouvelle plante en allant au congrès du Mohasky (spécialisé dans la marijuana), avec Doug et Andy pour tester la marchandise. Andy écrit ce qu'être juif représente pour lui sous l'effet de la drogue, ce qui lui permet d'être admis dans l'école rabbinique. Celia prépare sa campagne et veut faire des photos avec sa famille…

## Épisode 3:Cours très particulier
- Titre original : Last Tango In Agrestic
- Scénariste(s) : Roberto Benabib
- Réalisateur(s) : Bryan Gordon
  -  États-Unis :
  -  France :
- Résumé : Peter apprend à Nancy qu'il sait qu'elle est trafiquant de drogue, mais lui dit qu'elle n'est pas très importante par rapport à d'autres. Il ne veut pas l'arrêter mais qu'ils continuent à se voir. Silas se fait pardonner par Megan après leur rupture, et ils rattrapent le temps perdu en passant leurs journées à coucher ensemble. Andy réussit à obtenir un rendez-vous avec Yael, la responsable des admissions de son école. Celia réveille Isabelle à 5h30, pour l'emmener s'entraîner à maigrir avant son camp d'été pour gros. Shane découvre la masturbation, et bloque la tuyauterie de la maison en jetant ses chaussettes dans les toilettes, Nancy demande à Andy de lui parler. Doug a trouvé une maison pour que Nancy installe son business, et Dean réalise que c'est Conrad qui avait couché avec Celia.

## Épisode 4:Nancy aux pays des embrouilles
- Titre original : A.K.A. The Plant
- Scénariste(s) : Matthew Salsberg
- Réalisateur(s) : Lev L. Spiro
  -  États-Unis :
  -  France :
- Résumé : Nancy aide Celia à faire du porte à porte pour sa campagne. Durant ce temps, Isabelle rencontre une femme qui travaille pour Huskaroo, une marque de vêtements pour enfants un peu gros, et elle veut l'engager comme modèle. Mais Celia refuse, elle ne veut pas que sa fille représente des gros. Dean est renvoyé et Celia le découvre à cause de messages sur leur répondeur.

Shane apprend que dans son école tous ses camarades se sont déjà fait branler par une fille, mais lui jamais… Il va donc voir son oncle Andy, qui lui paie une pute pour le faire! Heylia est amoureuse de Joseph.
Nancy, qui est désormais mariée à Peter, a rendez-vous avec lui dans un stand de tir. Conrad parvient à lui avoir de faux papiers. Nancy est désormais… une Québécoise nommée Lacy Laplante ! Elle fait ainsi mettre l'électricité à ce nom dans la maison où elle prévoit de faire pousser l'herbe. L'installation de leur matériel de culture commence, mais un « problème » vient frapper à la porte… Pendant ce temps, Silas met Megan enceinte en trouant volontairement un de leurs préservatifs et annonce à sa mère qu'ils prévoient de garder l'enfant.

## Épisode 5:Panique à bord
- Titre original : Mrs. Botwin's Neighbourhood
- Scénariste(s) : Rolin Jones
- Réalisateur(s) : Craig Zisk
  -  États-Unis :
  -  France :
- Résumé : Megan est enceinte et doit l'annoncer à ses parents, mais elle veut le faire sans Silas. Sans nouvelle d'elle, il décide de la voir en cassant la fenêtre, mais le père de Megan le frappe. Ils ont fait avorter leur fille. Isabelle passe l'audition d'Huskaroo et le directeur du casting la trouve formidable. Celia prépare un débat contre Doug, sur le devenir d'Agrestic : une zone sans drogue.

Nancy parle à Peter de ses problèmes avec ses voisins arméniens qui font pousser dans le même quartier qu'elle, et elle lui fournit un plan de leurs maisons. Shane raconte à ses copains son expérience avec Jade, et le principal le surprend et appelle chez lui, Andy s'en charge.

## Épisode 6:La Rencontre
- Titre original : Crush Girl Love Panic
- Scénariste(s) : Devon K. Shepard
- Réalisateur(s) : Tucker Gates
  -  États-Unis :
  -  France :
- Résumé : Silas reste enfermé dans sa chambre depuis que Megan a avorté et l'a laissé tomber. Il décide finalement qu'une voiture l'aiderait à aller mieux. Heylia reçoit Joseph à dîner, mais Vaneeta ne l'aime pas et Joseph ne reste finalement pas. Isabelle a été engagé pour les publicités Huskaroo, et elle va voir Doug pour qu'il gère son argent, sachant qu'il déteste Celia, et elle choisit son père pour être son manager et gérer ses finances. Shane s'est inscrit au club de débat de son école, car Gretchen, dont il est amoureux, en fait partie. Au lendemain de la descente de la DEA dans le quartier, Nancy et Conrad découvrent la maison de culture moitié saccagée et Sanjay et Andy cachés dans les placards. Conrad trouve bizarre l'attitude de Nancy, qui lui avoue finalement qu'elle s'est mariée avec Peter. Andy réussit finalement à coucher avec Yael, mais c'est assez spécial.

## Épisode 7:A voté
- Titre original : Must Find Toes
- Scénariste(s) :Barry Safchik & Michael Platt
- Réalisateur(s) : Chris Long
  -  États-Unis :
  -  France :
- Résumé : Nancy a présenté Conrad à Peter, ce qui est loin d'enchanter Conrad. Doug ramène un chien qu'il a trouvé dans la rue pendant qu'Andy, Sanjay et Conrad sont en train de manger et le chien mord le pied d'Andy et lui arrache des orteils. Yael vient rendre visite à Andy pendant sa convalescence et il lui annonce que comme il lui manque des orteils, il ne pourra pas être envoyé en Irak et qu'il arrête l'école de rabbin. Silas, dont les résultats scolaires sont très médiocres, ne peut pas intégrer une université, il veut travailler avec Nancy. Shane a son premier débat contre Gretchen. L'élection du Conseil Municipal a lieu, et surprise, Doug n'est pas sur la liste. Celia gagne, mais de peu, trois voix d'écart, alors que Doug n'était pas inscrit. Dean avoue à Doug que c'est sa faute, il a oublié de donner ses papiers d'inscriptions.

## Épisode 8:L'Inauguration
- Titre original : MILF Money
- Scénariste(s) : Shawn Schepps
- Réalisateur(s) : Craig Zisk
  -  États-Unis :
  -  France :
- Résumé : La récolte commence pour Nancy et sa bande. Conrad et elle se charge de faire connaître la marchandise, et ils rencontrent Snoop Dogg, qui décide de baptiser l'herbe : MILF (Mother I'd Love to Fuck - Mère que j'aimerais baiser) en l'honneur de Nancy. Celia commence ses mesures anti-drogues, et se rend à l'école de Shane pour annoncer qu'Agrestic va être une zone sans drogue, elle va installer des caméras de surveillance et des panneaux. Shane l'attaque alors en lui disant qu'il l'a vu saoule chez lui, et s'attire la sympathie de toute l'école. Nancy décide de s'offrir des cadeaux grâce à l'argent que lui rapporte la MILF, et elle donne à chacun son salaire, mais pas à Andy : elle lui déclare qu'elle ne le paiera que quand il aura remboursé tout ce qu'il lui doit. Heylia, à qui Vaneeta fait remarquer qu'ils n'ont plus de clients, décide de se renseigner et découvre enfin que Conrad s'est associé à Nancy.

## Épisode 9:Stop ou encore?
- Titre original : Bash
- Scénariste(s) : Rinne Groff
- Réalisateur(s) : Christopher Misiano
  -  États-Unis :
  -  France :
- Résumé : Peter fait une descente chez Heylia, mais Heylia avait été prévenue par Nancy et reçoit l'aide de Joseph, Peter ne trouve rien. Shane voit Peter sortir de chez lui avec sa veste de la DEA ! Nancy et Conrad installent un coffre pour stocker leur marchandise. Gretchen propose à Shane d'être sa petite-amie et Shane a été élu par ses camarades pour faire le discours de fin d'année ! Celia affronte son premier Conseil et Doug fait irruption dans la salle! Il lui donne finalement de bons conseils et ils se voient au bureau de Doug… C'est l'anniversaire de Judah et Silas veut faire une fête. Peter essaye de faire en sorte que ça marche entre lui et Nancy, mais il voudrait qu'elle arrête de dealer.

## Épisode 10:Surveillance
- Titre original : Mile Deep and A Foot Wide
- Scénariste(s) : Rolin Jones
- Réalisateur(s) : Craig Zisk
  -  États-Unis :
  -  France :
- Résumé : Heylia est désormais sous surveillance, et menace Nancy pour qu'elle intervienne en sa faveur auprès de Peter. Conrad expose son plan à Nancy : elle arrête de dealer, elle reste avec Peter, en échange Peter laisse Heylia tranquille et lui disparaît. Nancy tente de mettre le plan en exécution en organisant un dîner en famille avec Peter, mais les choses ne se passent pas très bien. Celia couche régulièrement avec Doug et ensemble ils regardent les vidéos des caméras de surveillance d'Agrestic. Kat, l'ex petite-amie d'Andy débarque de l'Alaska, avec un livre qu'elle a écrit sur son histoire avec Andy. À la suite du dîner en famille, le plan était que Peter passe la nuit chez Nancy, mais elle décide finalement qu'il faut qu'il parte…

## Épisode 11:Comme les tomates
- Titre original : Yeah, Just Like Tomatoes
- Scénariste(s) : Roberto Benabib & Matthew Salsberg
- Réalisateur(s) : Craig Zisk
  -  États-Unis :
  -  France :
- Résumé : Après les écoutes téléphoniques du portable de Nancy, où elle disait à Conrad, qu'elle n'aimait pas et n'aimerait jamais Peter, la réaction de Peter ne se fait pas attendre, il va menacer Nancy et Conrad, il doit tout écouler rapidement et lui donner l'argent qu'ils auront eu… Nancy va voir Heylia pour lui proposer d'acheter. Doug évoque avec Celia le fait de quitter leurs époux respectifs. À la suite de cette conversation Celia dit à Dean qu'elle a une liaison avec Doug et qu'elle veut le divorce. Kat n'a toujours pas quitté la ville, alors qu'Abumchuk y arrive. Shane est amoureux de Kat. Finalement Conrad fixe un rendez-vous avec U-Turn, pour lui revendre la marchandise. Et Nancy parle à sa famille d'un déménagement…

## Épisode 12:Pas aujourd'hui
- Titre original : Pittsburgh
- Scénariste(s) : Jenji Kohan
- Réalisateur(s) : Craig Zisk
  -  États-Unis :
  -  France :
- Résumé : Celia qui a découvert que c'était Silas qui volait les caméras et les panneaux débarque chez Nancy avec une arme. C'est le jour de la remise de diplôme de Shane, il fait son discours, mais Silas n'est pas là il s'est enfui la veille et Nancy n'a plus de nouvelles. Heylia invite Conrad à manger chez elle pour lui parler, à cause de ce qu'elle sait de ses problèmes. Nancy doit partir avant la fin de la cérémonie pour être à l'heure pour le rendez-vous avec U-Turn. Peter arrive pour s'assurer que tout se passera comme il le veut et lorsque U-Turn arrive, Peter sort dans la rue, et se fait attaquer par les Arméniens. Seulement U-Turn n'a pas l'argent, mais des armes, pour voler l'herbe. Shane a rompu avec Gretchen et Andy ne voulant pas partir avec Kat, Kat décide d'emmener Shane pour qu'il lui tienne compagnie…